# مخطوطة غالاند
مخطوطة غالاند أو مخطوطة جالان المكونة من ثلاثة مجلدات، والتي يُشار إليها أحيانًا أيضًا باسم المخطوطة السورية، هي أقدم مخطوطة شاملة لألف ليلة وليلة (الشاهد الوحيد الذي سبقها كان جزء من القرن التاسع من ستة عشر سطراً فقط). يمتد نص المخطوطة إلى 282 ليلة، وينقطع وسط حكاية قمر الزمان وبدور. كان تأريخ المخطوطة موضوع نقاش كبير، والذي دار بشكل غير عادي حول أنواع العملات المعدنية المذكورة في النص وما هي قضايا العملات الحقيقية التي تشير إليها. يعتقد محسن مهدي محرر المخطوطة الحديث أنها تعود إلى القرن الرابع عشر، بينما أرّخها هاينز غروتزفيلد إلى النصف الثاني من القرن الخامس عشر. ومن المُتفق عليه أنها تنتمي إلى القرن الرابع عشر أو الخامس عشر وأنها نشأت في سوريا.

## نسخ المخطوطة
توجد نسخة مباشرة من مخطوطة غالاند 1592/1593م محفوظة في مكتبة الفاتيكان باعتبارها الجزء الثاني من مخطوطة مكونة من مجلدين. وتم ترقيمها.
كانت مخطوطة غالاند أيضًا محل استشهاد لمخطوطة شافيس، وهي محاولة في الثمانينيات من القرن الثامن عشر قام بها دينيس تشافيس لصياغة مخطوطة عربية كاملة عن ألف ليلة وليلة، والتي كانت بدورها مؤثرة في تطوير طبعات وترجمات ألف ليلة وليلة.

## طبعات وترجمات
قدمت مخطوطة غالاند مقدمة نسخة أنطوان غالان لألف ليلة وليلة (بالفرنسية: Les mille et une nuits ، contes arabes traduits en français)، والذي نُشر في 1704-1717. المعالجات العلمية الحديثة هي:
- ألف ليلة وليلة، من أقدم المصادر المعروفة. بقلم محسن مهدي، 3 مجلدات (ليدن: بريل، 1984-1994)،(ردمك 9004074287)
- الليالي العربية. بقلم حسين حداوي (نيويورك: نورتون ، 1990) جنبًا إلى جنب مع مختارات من ألف ليلة وليلة: سندباد وقصص شعبية أخرى. بقلم حسين حداوي (نيويورك: نورتون ، 1995)
- الليالي العربية: ترجمة حسين حداوي بناءً على النص الذي حرره محسن مهدي، سياقات ونقد وتحرير. بقلم دانيال هيلر - روازن (نيويورك: نورتون ، 2010).9783406722905